# Прибой
Прибо́й — деформация или разрушение волн у берегов морей и крупных озёр.
Образование прибоя связано с превращением энергии морских или озёрных волн в энергию возвратно-поступательных движений прибойного потока. При пологом дне крутизна склона прибойной волны при набегании на берег резко увеличивается, её гребень при этом опрокидывается и пенится. Ширина таких прибойных заплесков может достигать нескольких десятков метров.
При отлогом дне и крутом береге прибойная волна при разрушении образует всплеск, достигающий высоты 60 м. Известен сильный прибой под названием кале́ма (от порт. calema) у берегов Гвинейского залива с высотой взброса волн до 30 м.
При разрушении волн образуются прямой и обратный прибойные потоки. В зависимости от направления волн по отношению к береговой линии направления прямого и обратного потока могут не совпадать. В случае косого подхода волн возникают вдольбереговые перемещения наносов, в случае подхода волн под прямым углом — поперечные.
Прибои обладают высокой энергией, являются причиной разрушения абразионных берегов, а также способствует образованию пляжей и перемещению наносов. Под воздействием прибоя могут образовываться морские исполиновы котлы. Озёрные прибои могут образовывать озёрные террасы в виде плоских поверхностей по берегам, сложенные озёрными и аллювиальными отложениями. Прибой может являться причиной разрушения береговых сооружений, перемещения массивных бетонных блоков.
При наличии отмелей и рифов разрушение волн может происходить не у берега, а на некотором удалении в сторону моря или в открытом море. В этом случае образуются буруны.